# Velká Čantoryje

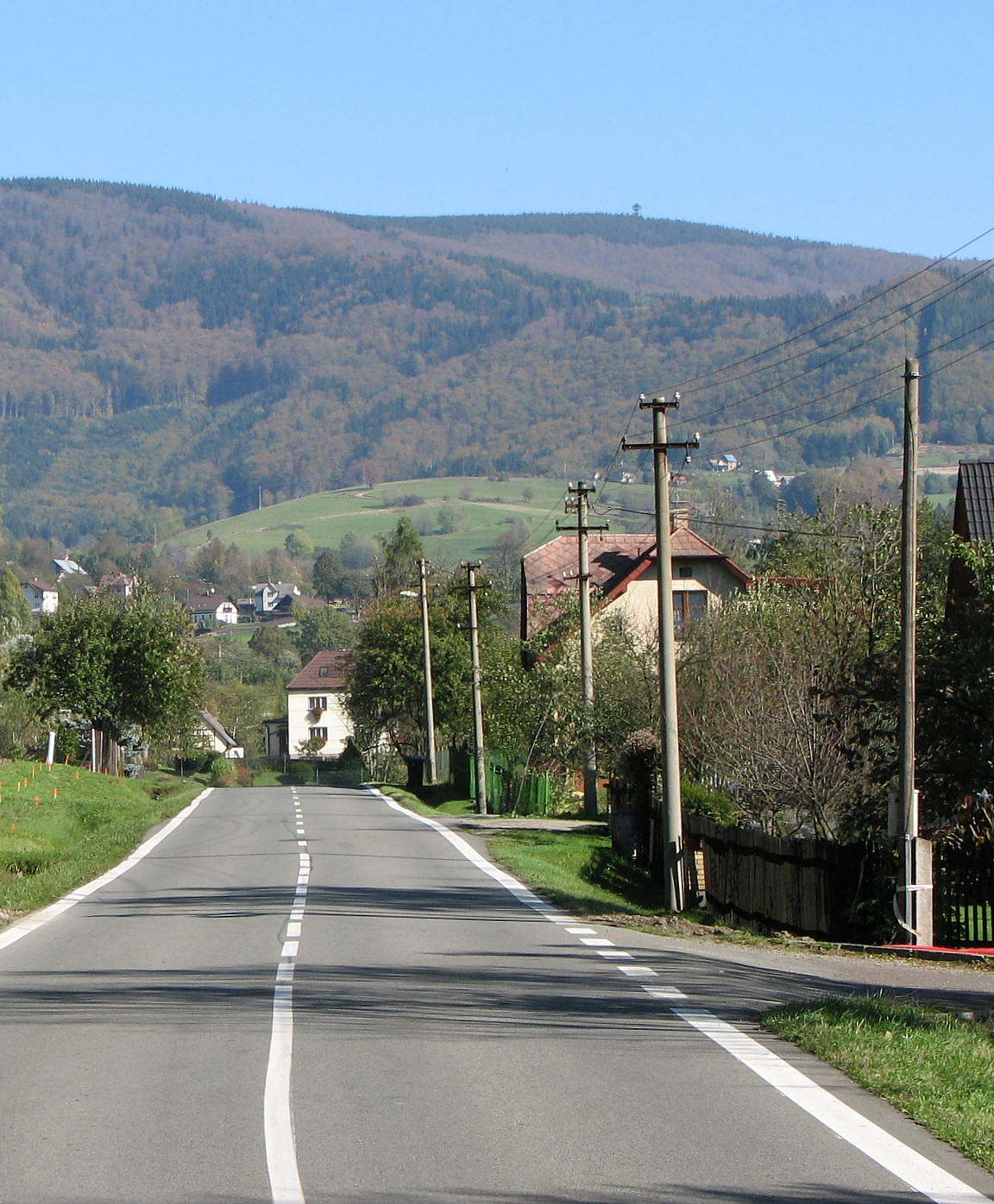
Blick von Westen

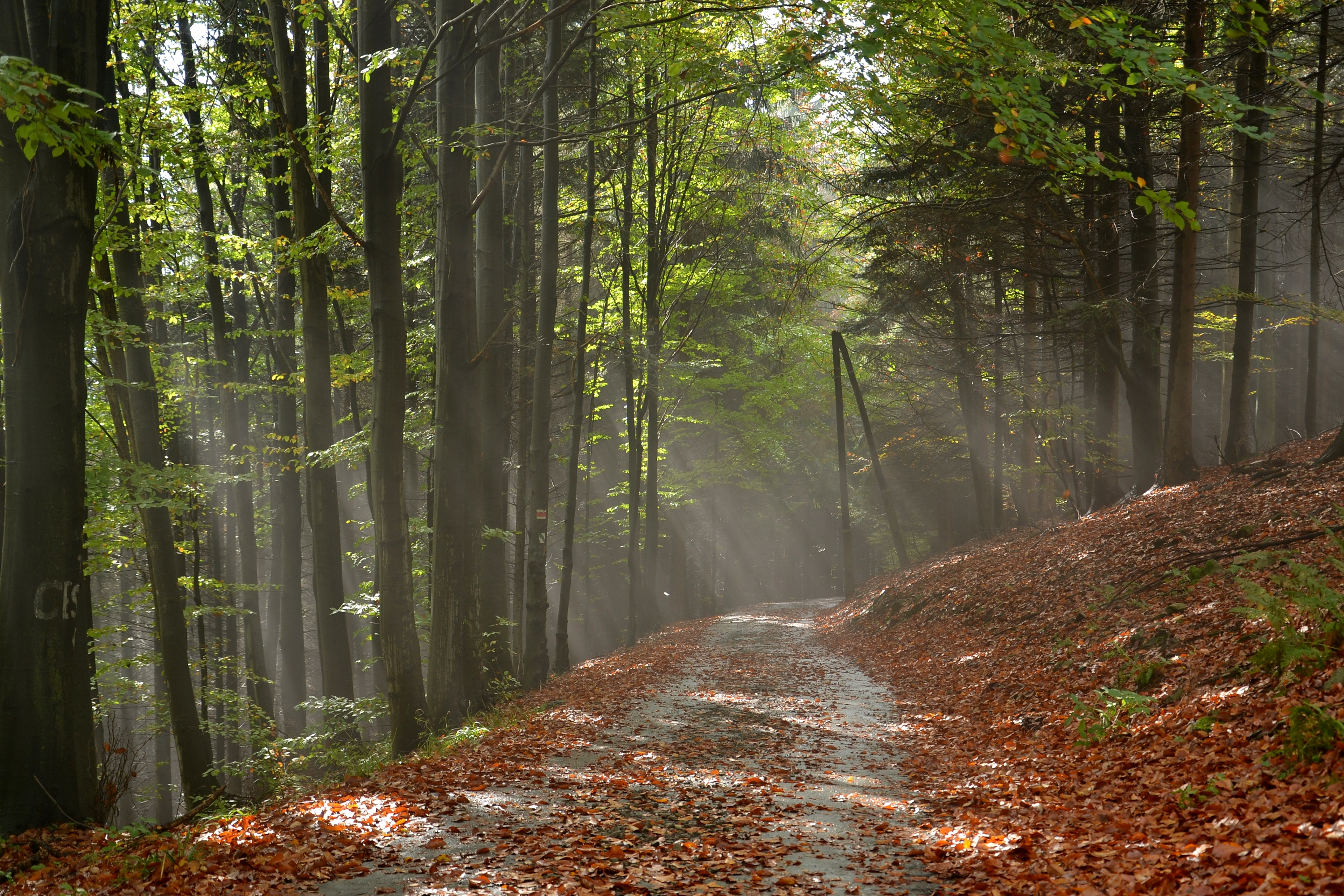
Rytířská stezka (Ritterpfad) - Nýdek-Velká Čantoryje

Velká Čantoryje (polnisch Czantoria Wielka, deutsch früher Großer Czantory-Berg) ist der höchste Gipfel im tschechischen Teil der Schlesischen Beskiden. Der Berg erhebt sich etwa 10 Kilometer östlich der Stadt Třinec aus der Jablunkauer Furche (Jablunkovská brázda), die das Gebirge von den Mährisch-Schlesischen Beskiden trennt. Der Kamm der Čantoryje bildet die Staatsgrenze zwischen Tschechien und Polen. Über den Kamm dieses mächtigen Bergmassivs verläuft auch die Wasserscheide der Flüsse Oder und Weichsel. Das Massiv der Čantoryje hat zwei Gipfel; Mała Czantoria (Kleine Czantory, 865 m) und Velká Čantoryje (Große Czantory, 995 m), wobei die Kleine Czantory bereits in Polen liegt.
Der Name lässt sich aus dem Wort „czart, čart/črt“ und „-nia“ („Teufel-Stätte“ oder „Zauber-Stätte“) ableiten, im Altslawischen  hat das Wort die Bedeutung „Auf der Kultstätte der Hochterrasse, der Wildnis“. Je nach Kultursprache und Geografie wird die „Kultstätte“ mit anderen Namen benannt z. B. uroczysko, zalaz, wroczysko oder wroczen.

## Geologie
Der Berg besteht aus Flysch-Sedimenten, die sich in der Oberkreide gebildet haben. In ihnen überwiegen grobkörnige, glaukonitische Sandsteine. Auf dem Gestein sind humose podsole Böden ausgebildet. Das Terrain ist steinig, felsig und von Geröll bedeckt, so dass die Wälder kaum forstwirtschaftlich genutzt werden können.

## Flora und Fauna
Das Massiv ist von Buchenmischwäldern und von Fichten-Monokulturen bedeckt. In den Kammbereichen sind Bergwiesen anzutreffen.
In der Laubwaldzone, etwa 2,5 Kilometer östlich des Gipfels, wurde 1988 auf 40 Hektar das Nationale Naturreservat Čantoria ausgerufen. Der etwa 150–220 Jahre alte Waldbestand hat Urwald-Charakter. Neben Rotbuchen, Tannen, Lärchen und Bergahorn steht hier auch ein Restbestand der ursprünglich heimischen Europäischen Eibe. Die Krautschicht ist von Farnen dominiert, vereinzelt finden sich das Kleine Schneeglöckchen, der Türkenbund und der Schwalbenwurz-Enzian. In dem Reservat lebt eine große Population der seltenen Blauschnegel. Heimisch sind hier auch der Feuersalamander, Waldeidechsen und Kreuzottern. Typische kleine Säugetiere sind die Alpenspitzmaus, die Waldbirkenmaus, der Baumschläfer und der Siebenschläfer.

## Geschichte
Der Czantory gehörte seit dem Mittelalter zum Herzogtum Teschen, das 1653 als erledigtes Lehen an die Krone Böhmen fiel, die seit 1526 von den Habsburgern regiert wurde. Nach dem Zusammenbruch der k.u.k Monarchie erfolgte 1918 auf dem Kamm die Grenzziehung zwischen Polen und der Tschechoslowakei. Der Berg gehörte zu dem bis 1955 von beiden Staaten beanspruchten Olsagebiet.

## Tourismus
Velká Čantoryje ist einer der meistbesuchten Gipfel der Beskiden in Tschechien. Die Touristen steuern die 1904 errichtete Bergbaude oder den neuen, 29 Meter hohen Aussichtsturm direkt auf dem Gipfel an. Der Turm wurde 2002 erbaut und bietet Platz für bis zu 170 Besucher. Bei guter Sicht sind von hier die Mährisch-Schlesischen und die Schlesischen Beskiden, die Kleine Fatra und die Tatra zu sehen. Ausgangspunkt der touristischen Routen auf den Gipfel sind die Gemeinde Nýdek und Ustroń. Der Weg vom Bergdorf Nýdek bis zum Gipfel ist 5 Kilometer lang. Aus dem polnischen Ustroń führt der Sessellift Czantoria bis unter den Gipfel der Čantoryje, die von einer Bob-Bahn begleitet wird. Auf der polnischen Seite befindet sich auch das Skigebiet Czantoria.

## Lehrpfad
Der Lehrpfad „Rytířská stezka“ (Ritterpfad) ist ein 10,5 km langer Wanderweg über die Čantoryje, der in Nýdek beginnt und endet. Auf sieben Stationen werden die Besucher mit der Kolonisation der Beskiden, der hiesigen Fauna und Flora und auch mit der lokalen Legende bekannt gemacht, nach der im Inneren des Berges ein Ritterheer schläft, das bei Kriegsgefahr erwacht und den Einwohnern zur Hilfe kommt.

## Panorama

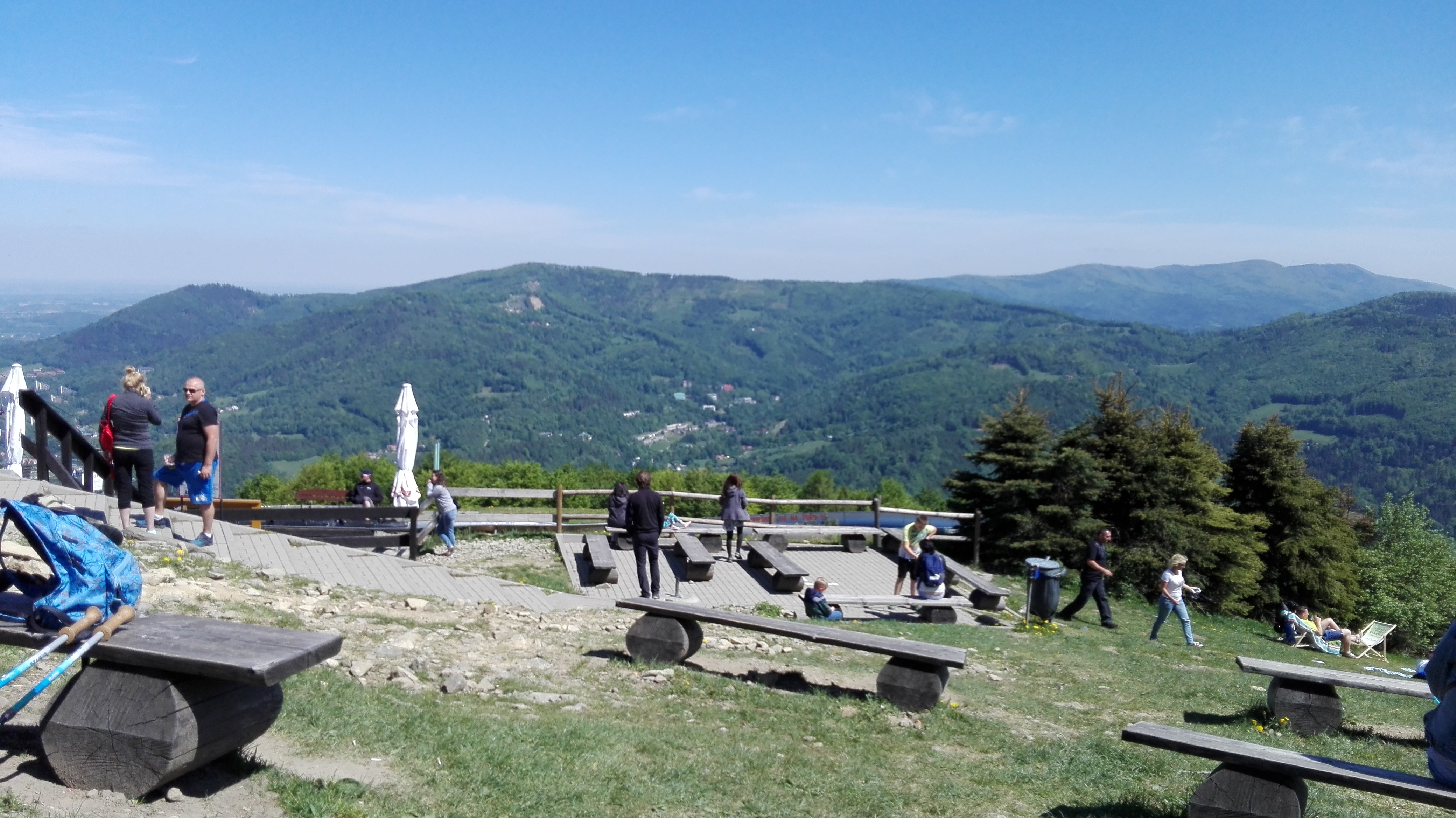
Panorama vom Gipfel auf den Barania-Kamm